# Rexel
Rexel S.A. mit Sitz in Paris ist ein auf den Vertrieb von Elektroinstallationsmaterial und elektrischen Komponenten spezialisierter französischer börsennotierter Großhandelskonzern und eines der weltweit führenden Unternehmen der Branche. Die mit 2.100 Standorten in 37 Ländern tätige Unternehmensgruppe beschäftigte 2016 etwa 27.000 Mitarbeiter. Die Aktien von Rexel sind an der Euronext in Paris notiert.

## Geschichte
Das Unternehmen wurde 1967 als Compagnie de Distribution de Matériel Electrique (CDME) gegründet und war zunächst nur in Frankreich tätig. Ab 1980 begann das CDME im Ausland zu expandieren. 1990 wurde das Unternehmen durch Pinault (heute PPR) übernommen und 1993 in Rexel umbenannt.
2005 wurde Rexel vollständig von einem Private-Equity-Investorenkonsortium bestehend aus Clayton, Dubilier & Rice, Eurazeo und Merrill Lynch Global Private Equity übernommen. Durch die Akquisition der Vertriebssparte von General Electric, welche heute unter dem Namen Gexpro geführt wird, wurde Rexel Branchenführer in Nordamerika. 2007 brachte das Investoren-Konsortium Rexel durch einen IPO an die Börse.
Im Jahr 2008 erfolgte die Übernahme der niederländischen Hagemeyer Gruppe.

## Präsenz in Deutschland
Im Rahmen der Übernahme von Hagemeyer wurde Rexel Deutschland 2008 an den weltweit führenden französischen Wettbewerber Sonepar verkauft; die Nachfolgegesellschaft firmiert heute unter dem Namen DEG Deutsche Elektro-Gruppe. Rexel ist heute in Deutschland über die ehemalige Hagemeyer-Tochter, Hagemeyer Deutschland, tätig.
Im Februar 2019 wurde Hagemeyer zu Rexel Germany umfirmiert.

## Präsenz in Österreich
Im österreichischen Elektrogroßhandel ist Rexel seit 1996 tätig. Rexel Austria beschäftigt in Österreich 700 Mitarbeiter an 16 Standorten und wird seit 2014 von Robert Pfarrwaller geleitet. Er ist Obmann des Bundesgremiums Elektro- und Einrichtungsfachhandel der Wirtschaftskammer Österreich. Rexel Austria ist außerdem Mitglied der österreichischen Plattform Industrie 4.0.

## Präsenz in der Schweiz
In der Schweiz gehört der Rexel Group die Elektro-Material AG mit insgesamt 9 Niederlassungen. Der Hauptsitz befindet sich in Zürich. Die CEO ist die deutsche Ingrid Knott.